# نادية قندوز
نادية قندوز (1932 - 1992)، هي شاعرة ومناضلة وممرضة جزائرية تكتب بالفرنسية مارست الكتابة الصحافية وقد قُررت أشعارها في الكتب والناهج المدرسية لما تميزت به من حس وطني. حيث عرفت بمجموعاتها الشعرية التي استوحتها من جهاد الشعب الجزائري ضد الاحتلال الفرنسي.

## حياتها
ولدت يوم 26 فبراير 1932 في مدينة الجزائر العاصمة، وفي عام 1956 التحقت بمدرسة التمريض في باريس، وتخرجت عام 1958 وكانت ممرضة في مستشفى بوبيني، بالقرب من باريس.
شاركت في جمع الأموال لدعم جيش التحرير الوطني الجزائري. وبعد استقلال الجزائر إنضوت في الحركة النسائية حيت كانت عضو في الاتحاد الوطني للنساء الجزائريات ومسؤولة عن شؤون الإعلام فيه منذ عام 1962م.
في عام 2008، أعطت جاكلين رويلون-دامبرفيل، عمدة سان أوين في سين سانت دينيس، اسمها إلى أحد شوارع المدينة.

## وفاتها
توفيت يوم 4 أبريل 1992 في مدينة الجزائر العاصمة.

## من مؤلفاتها
- Amal, Alger, SNED, 1968, 76 p..
- La Corde, Alger, SNED, 1974, 72 p..